# Variador de frecuencia

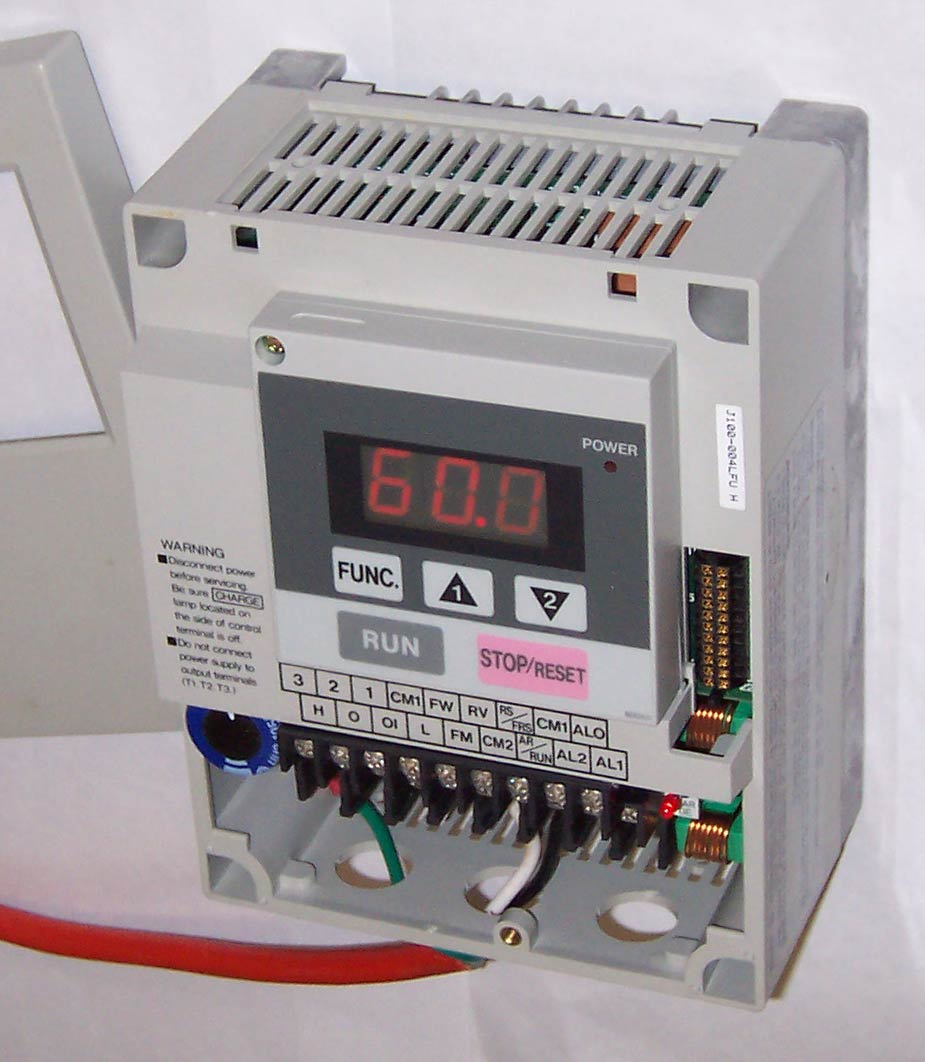
Pequeña unidad de variación de frecuencia

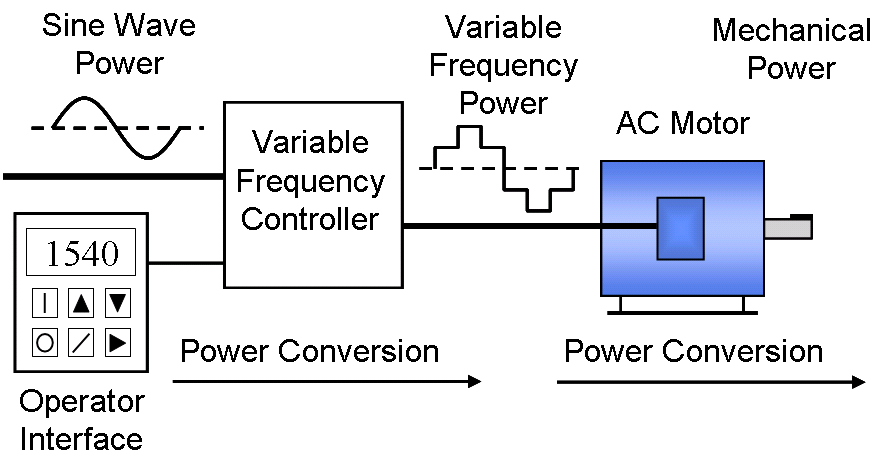
Diagrama de un sistema VFD

Un variador de frecuencia  (siglas VFD, del inglés: Variable Frequency Drive o bien AFD Adjustable Frequency Drive) es un sistema para el control de la velocidad rotacional de un motor de corriente alterna (AC) por medio del control de la frecuencia de alimentación suministrada al motor. Un variador de frecuencia es un caso especial de un variador de velocidad. Los variadores de frecuencia son también conocidos como drivers de frecuencia ajustable (AFD), drivers de CA o microdrivers. Dado que la tensión (o voltaje) se hace variar a la vez que la frecuencia, a veces son llamados drivers VVVF (variador de voltaje variador de frecuencia).

## Principio de funcionamiento
Los dispositivos variadores de frecuencia operan bajo el principio de que la velocidad síncrona de un motor de corriente alterna (CA) está determinada por la frecuencia de AC suministrada y el número de polos en el estator, de acuerdo con la relación:

{\displaystyle RPM={{120\times f} \over {p}}}  Donde RPM = Revoluciones por minuto, f = frecuencia de suministro AC (Hercio), p = Número de polos
las cantidades de polos más frecuentemente utilizadas en motores síncronos o en motores asíncronos son 2, 4, 6 y 8 polos que, siguiendo la ecuación citada, resultarían en 3600 RPM, 1800 RPM, 1200 RPM y 900 RPM respectivamente para motores sincrónicos únicamente y a la frecuencia de 60 Hz, y 3000 RPM, 1500 RPM 1000 RPM y 750 RPM para 50 Hz. Dependiendo de la ubicación geográfica funciona en 50 Hz o 60 Hz.
En los motores asíncronos las revoluciones por minuto son ligeramente menores por el propio asincronismo que indica su nombre. En estos se produce un desfase mínimo entre la velocidad de rotación (RPM) del rotor (velocidad "real" o "de salida") comparativamente con la cantidad de RPM del campo magnético (las cuales si deberían cumplir la ecuación arriba mencionada tanto en motores síncronos como en motores asíncronos) debido a que sólo es atraído por el campo magnético exterior que lo aventaja siempre en velocidad (de lo contrario el motor dejaría de tener par en los momentos en los que alcanzase al campo magnético).

Esa variación en el ciclo de trabajo hace subir o bajar el valor medio de la señal

La forma de variar la frecuencia básicamente consta de cambiar el ciclo de trabajo (tiempo ON y tiempo OFF en un período) de una onda cuadrada periódica, de tal forma que el valor medio de la tensión (el promedio) a lo largo del tiempo varíe entre V máximo y V mínimo (ver figura a su derecha). La velocidad con que variamos el ciclo de trabajo, o sea su valor medio, será la frecuencia de variación del valor medio.
Esto físicamente se logra a través de "llaves electrónicas" de conmutación que son los IGBT (transistores bipolares de compuerta aislada) que actúan como interruptores que al cerrarse y abrirse por medio de un software específico conforman la onda cuadrada, que permite obtener la señal sinusoidal.

Resultado de una onda sinusoidal de frecuencia f (Hz) por variación del ciclo de trabajo de una onda cuadrada

## Descripción del VFD
Un sistema de variador de frecuencia (VFD) consiste generalmente en un motor de CA, un controlador y una interfaz operadora.

### Motor del VFD
El motor usado en un sistema VFD es normalmente un motor de inducción trifásico. Algunos tipos de motores monofásicos pueden ser igualmente usados, pero los motores de tres fases son normalmente preferidos. Varios tipos de motores síncronos ofrecen ventajas en algunas situaciones, pero los motores de inducción son más apropiados para la mayoría de propósitos y son generalmente la elección más económica. Motores diseñados para trabajar a velocidad fija son usados habitualmente, pero la mejora de los diseños de motores estándar aumenta la fiabilidad y consigue mejor rendimiento del VFD.(variador de frecuencia).

### Controlador del VFD
El controlador de dispositivo de variación de frecuencia está formado por dispositivos de conversión electrónicos de estado sólido. El diseño habitual primero convierte la energía de entrada CA en CC usando un puente rectificador. La energía intermedia CC es convertida en una señal cuasisinusoidal de CA usando un circuito inversor conmutado. El rectificador es usualmente un puente trifásico de diodos, pero también se usan rectificadores controlados. Debido a que la energía es convertida en continua, muchas unidades aceptan entradas tanto monofásicas como trifásicas (actuando como un convertidor de fase, un variador de velocidad).

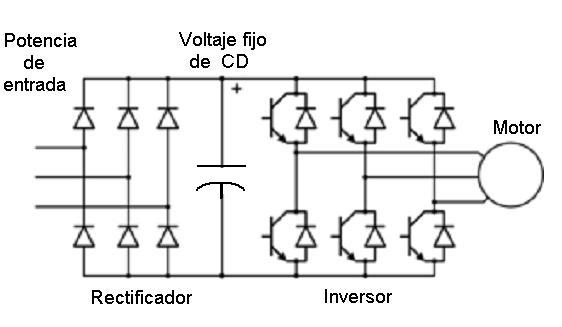
Diagrama de Variador de frecuencia con Modulación de Ancho de Pulso (PWM).

Tan pronto como aparecieron los interruptores semiconductores, fueron introducidos en los Variadores de Frecuencia, siendo aplicados en inversores de todas las tensiones disponibles. Actualmente, los transistores bipolares de puerta aislada (IGBTs)son usados en la mayoría de circuitos inversores.
Las características del motor CA requieren una variación proporcional del voltaje cada vez que la frecuencia es variada. Por ejemplo, si un motor está diseñado para trabajar a 460 voltios a 60 Hz, el voltaje aplicado debe reducirse a 230 volts cuando la frecuencia es reducida a 30 Hz. Así la relación voltios/hertzios deben ser regulados en un valor constante (460/60 = 7.67 V/Hz en este caso). Para un funcionamiento óptimo, otros ajustes de voltaje son necesarios, pero nominalmente la constante es V/Hz es la regla general. El método más novedoso y extendido en nuevas aplicaciones es el control de voltaje por Modulación de la Anchura de Pulso (PWM). 